# Józef Meisel
Józef Edmund Meisel (ur. 4 lipca 1935 w Katowicach) – polski lekarz i polityk, poseł na Sejm RP I kadencji.

## Życiorys
Ukończył w 1960 studia na Wydziale Lekarskim Śląskiej Akademii Medycznej w Zabrzu, uzyskując tytuł zawodowy lekarza medycyny. Jest internistą, posiada prywatny gabinet internistyczny w Rybniku.
W 1991 uzyskał mandat posła na Sejm I kadencji. Został wybrany w okręgu gliwickim z listy Unii Demokratycznej. Zasiadał w Komisji Zdrowia oraz Komisji Handlu i usług, a także w trzech podkomisjach. W 1993 bez powodzenia kandydował do Senatu. Później wycofał się z działalności politycznej.
Był radnym Rybnika, działał w Związku Górnośląskim.